# Paul Smith (módní návrhář)
Paul Smith (* 5. července 1946 Beeston) je anglický módní návrhář. Svůj první obchod, který prodával jak oděvy od zavedených značek, tak i několik Smithových vlastních návrhů, otevřel v roce 1970 v Nottinghamu. V roce 1976 představil v Paříži svou první pánskou kolekci a v roce 1979 otevřel obchod v Londýně. V roce 1984 otevřel obchod v Tokiu, který následovala řada dalších po celém Japonsku. V roce 1987 otevřel obchod v New Yorku. Roku 1994 mu byl udělen Řád britského impéria. V roce 2001 vydal knihu You Can Find Inspiration in Everything. V roce 2019 si zahrál v cameo roli ve filmu Muži v černém: Globální hrozba, pro který zároveň navrhl obleky. Spolupracoval mimo jiné se zpěvákem Davidem Bowiem.